# Rivaliteten mellan AIK och Hammarby IF
Rivaliteten mellan AIK och Hammarby IF är en av de mest klassiska och bittra i svensk fotboll. Båda lagen är baserade i Stockholms län och matcherna har spelats sedan 1919. AIK spelar sina hemmamatcher på Strawberry Arena i Solna och Hammarby på 3Arena i Johanneshov, de två arenorna åtskilds med cirka 12,4 km. Lagen har spelat 129 matcher mot varandra i olika tävlingsformer där AIK har vunnit 64, Hammarby 34 och återstående 31 har blivit oavgjort.

## Historia
Hammarby roddklubb grundades år 1889 i Barnängen på Södermalm. Det var området mellan Danvikstull och Skanstull. Ett område där hundratals människor dog av kolera på 1800-talet. Både AIK och Hammarby upprätthåller en rivalitet med den tredje Stockholmsklubben, Djurgårdens IF, som har sina rötter i stadsdelen och ön Djurgården. Fotboll började man spela först 1915 efter att man tagit över Klara SK från senare rivna Klarakvarteren på Norrmalm och med det laget skapat en fotbollssektion.
Allmänna Idrottsklubben, AIK, grundades 1891 av Isidor Behrens på Biblioteksgatan 8 i stadsdelen Norrmalm i den centrala delen av Stockholms innerstad och har historiskt sett hämtat sina supportrar i de norra delarna av stadskärnan. Fotboll togs upp 1897. År 1937 lämnade AIK Stockholms Stadion och flyttade till den nybyggda nationalarenan Råsunda Fotbollsstadion i Solna.
AIK värvade tidigt spelare av Hammarby, vilket rörde upp känslor i början av 1900-talet. Inom ishockey var mötet Sveriges främsta fram tills 1950-talet. Varje gång AIK värvade spelare av Hammarby blev rivaliteten värre och värre för varje år. Under SM-finalen i hockey 1934 försökte ett flertal Hammarbyfans misshandla AIK-laget utanför arenan efter en av matcherna. Under matchen var hammarbyanhängarna framförallt på gamle hammarbyspelaren Axel Nilsson. 1942 möts lagen i en triangelturnering på Stockholms stadion.  En mycket tuff och hetsig match. Vid ett tillfälle satt fem spelare ur de bägge lagen utvisade samtidigt. Det blev så grinigt att det spred sig till läktaren. De utsända poliserna hade fullt upp att hindra ett publikupplopp. Man befarade kravallstämning bland Hammarbypubliken inför DM-finalen 1950 i ishockey. Framför allt på grund av Holger Nurmelas övergång till AIK.
Den första tävlingsmatchen mellan AIK och Hammarby IF i fotboll spelades den 15 juli 1919 på Stockholms stadion. Hammarby vann med 2–0 och tidernas förste målskytt blev Nils Carlbom. Nästan ett år senare blev det revansch när AIK segrade med 6–1. AIK:s första målskytt i dessa sammanhang blev Helmer "Pysen" Svedberg.

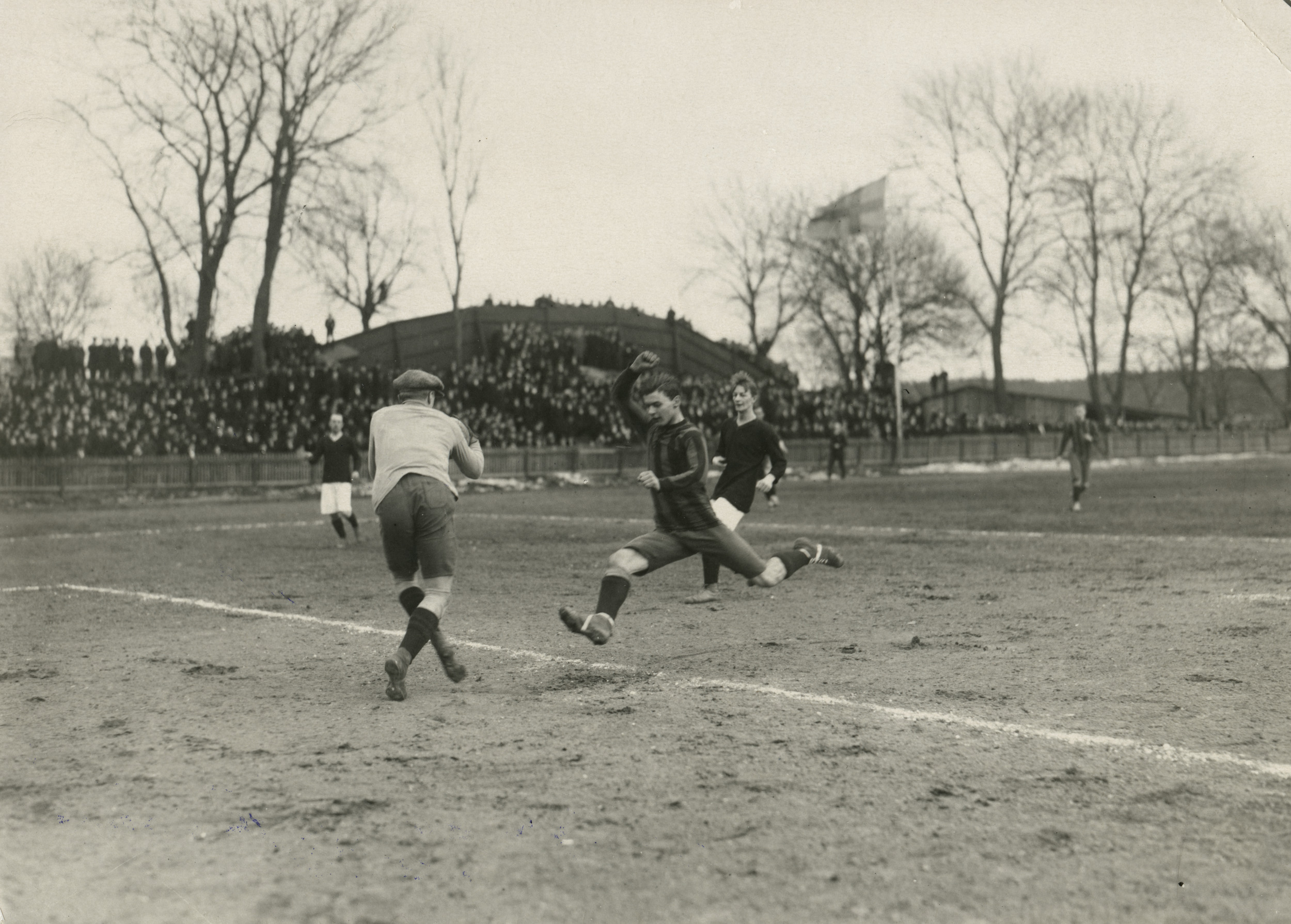
Hammarby vs AIK (0–2), 20 mars 1921. Hammarbys anfallare Gustaf Björk med press på AIK:s målvakt Erik Hillerström.

## Rivalitetskultur

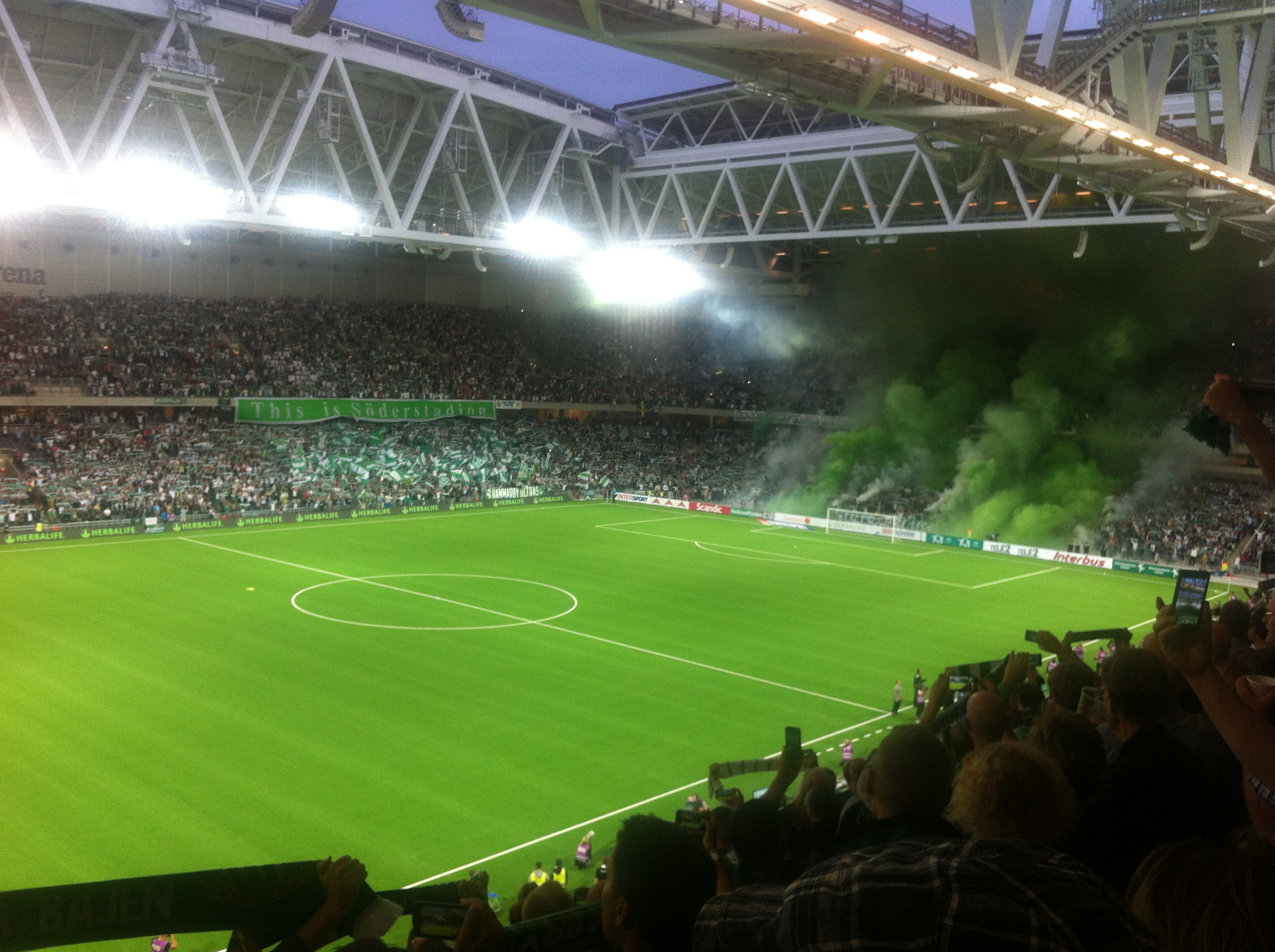
Hammarbys fans på Tele2 Arena, 2013.

Rivaliteten mellan AIK och Hammarby är ett av de största derbyna i Sverige. AIK och Hammarby är två klubbar med stort supporterstöd i landet; 2015 hade två av matcherna mellan dessa två lag en publiksiffra på 41 063, respektive 41 630, vilket var mer än någon annan match i Norden. När lagen mötes i guldstriden 2018 den 23 september kom 49 034 åskådare för att se matchen som AIK vann med 1–0 på Friends Arena. Publikantalet var det största ett Stockholmsderby någonsin haft. 47 129 såg höstderbyt 2024.

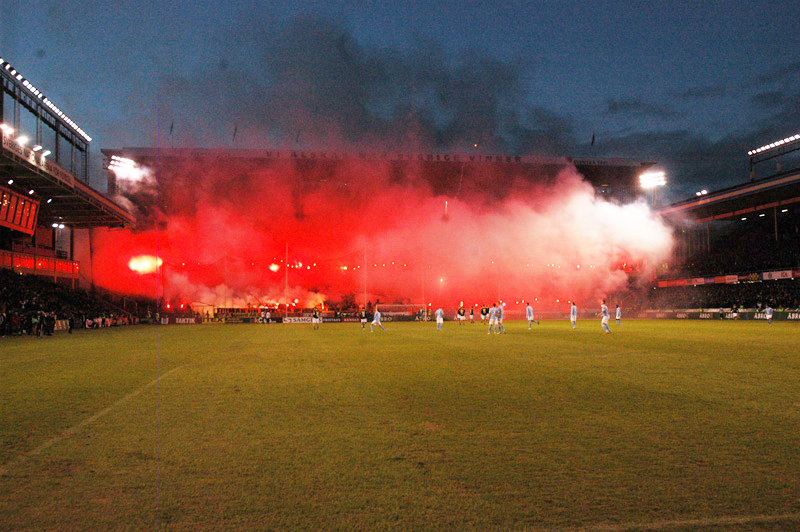
AIK:s fans på Råsunda, 2012.

AIK och Hammarby har tillsammans vunnit den Allsvenska publikligan 50 gånger: AIK 42 och Hammarby 8.

## Huliganism
AIK och Hammarby har två av Sveriges mest ökända och till antalet största huliganfirmor, Firman Boys (AIK) och Kompisgänget Bajen, även kallat KGB (Hammarby). Detta leder till att matcherna mellan klubbarna i vissa fall kan bli väldigt hotfulla och där slagsmål och kravaller förekommer.

## Matcher
|                | Matcher | Vinster  | Vinster | Lika | Mål      | Mål |          | Hemmavinster | Hemmavinster | Lika | Lika     | Bortavinster | Bortavinster |
| AIK            | Matcher | Hammarby | AIK     | Lika | Hammarby | AIK | Hammarby | AIK          | Hammarby     | AIK  | Hammarby |              |              |
| -------------- | ------- | -------- | ------- | ---- | -------- | --- | -------- | ------------ | ------------ | ---- | -------- | ------------ | ------------ |
| Allsvenskan    | 104     | 51       | 28      | 26   | 169      | 113 | 27       | 17           | 15           | 11   | 24       | 11           |              |
| Svenska Serien | 6       | 3        | 1       | 2    | 14       | 9   | 2        | 1            | 1            | 1    | 1        | 0            |              |
| Division 2     | 2       | 0        | 0       | 2    | 5        | 5   | 1        | 0            | 1            | 1    | 0        | 0            |              |
| Svenska Cupen  | 12      | 8        | 4       | 0    | 20       | 12  | 5        | 2            | 0            | 0    | 3        | 2            |              |
| SM-slutspel    | 2       | 1        | 0       | 1    | 6        | 3   | 0        | 0            | 0            | 0    | 1        | 0            |              |
| Totalt         | 126     | 63       | 33      | 31   | 212      | 138 | 35       | 20           | 17           | 13   | 29       | 13           |              |

## Rekord

### Största vinst (5+ mål)
| Marginal | Resultat              | Datum             | Evenemang   |
| -------- | --------------------- | ----------------- | ----------- |
| 7        | Hammarby IF – AIK 1–8 | 30 september 1965 | Allsvenskan |
| 6        | Hammarby IF – AIK 1–7 | 10 augusti 1924   | Allsvenskan |
| 5        | AIK – Hammarby IF 6–1 | 4 september 1955  | Allsvenskan |

### Flest raka vinster
| Matcher | Klubb       | Period                              |
| ------- | ----------- | ----------------------------------- |
| 6       | AIK         | 19 maj 1960 – 5 september 1963      |
| 5       | AIK         | 10 augusti 1998 – 21 september 2000 |
| 4       | AIK         | 10 augusti 1924 – 10 maj 1940       |
| 4       | Hammarby IF | 11 juni 1981 – 26 augusti 1982      |

## Spelare

### Övergångar mellan klubbarna
- Axel Nilsson (Hammarby till AIK) (1932)
- Sture Gillström (Hammarby till AIK) (1933)
- Sture Gillström (AIK till Hammarby) (1934)
- Sven Bergqvist (Hammarby till AIK) (1935)
- Sven Bergqvist (AIK till Hammarby) (1936)
- Emil Haag (AIK till Hammarby) (1939)
- Kurt Kjellström (AIK till Hammarby) (1940)
- Svante Granlund (AIK till Hammarby) (1942)
- Gunnar Södergren (AIK till Hammarby) (1943)
- Gunnar Södergren (Hammarby till AIK) (1944)
- Bertil Bäckvall (Hammarby till AIK) (1946)
- Ragnar Blom (Hammarby till AIK) (1946)
- Lennart Skoglund (Hammarby till AIK) (1949)
- Gerhard Hill (AIK till Hammarby) (1949)
- Olle Nyström (AIK till Hammarby) (1950)
- Georg Kraemer (AIK till Hammarby) (1951)
- Hans Möller (AIK till Hammarby) (1951)
- Rune Larsson (AIK till Hammarby) (1953)
- Lars Boman (AIK till Hammarby) (1954)
- Axel Ericsson (Hammarby till AIK) (1954)
- Axel Ericsson (AIK till Hammarby) (1957)
- Benny Söderling (AIK till Hammarby) (1966)
- Ulf Tjernström (AIK till Hammarby) (1990)
- Hernando Salvatore Labbé Solinas (Hammarby till AIK) (1993)
- Kim Bergstrand (AIK till Hammarby) (1995)
- Cesar Pacha (AIK till Hammarby) (1998)
- Benjamin Kibebe (Hammarby till AIK) (1999)
- Joe Mendes (Hammarby till AIK) (2022)

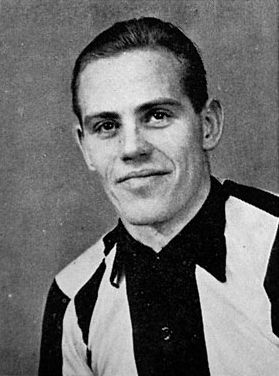
Rune Larsson, här i Hammarby (1955), spelade för både AIK och Hammarby i flertal olika sporter, fotboll, ishockey och bandy.

### Spelat för båda klubbarna, men inte gått direkt till den andra
- Mikael Samuelsson (Hammarby till Tyresö FF till AIK) (1986)
- Hans Eskilsson (Hammarby till Sporting Lissabon till SC Braga till AIK till GD Estoril Praia till Hammarby) (1990, 1992)
- Hans Bergh (Hammarby till Degerfors IF till Helsingborgs IF till AIK) (1998)
- Andreas Alm (Hammarby till Kongsvinger IL till AIK) (1998)
- Alexander Östlund (AIK till Vitória S.C. till IFK Norrköping till Hammarby) (2003)
- Sebastián Eguren (Hammarby till Villarreal till AIK) (2010)
- Oscar Krusnell (AIK till Sunderland till Hammarby) (2017)

### Spelat och tränat klubbarna
- Andreas Alm (spelade för AIK och Hammarby, tränade AIK)
- Sven Bergqvist (spelade för AIK och Hammarby, tränade Hammarby)
- Michael Borgqvist (spelade för AIK, tränade Hammarby)
- Georg Kraemer (spelade för AIK, tränade Hammarby)
- Per Kaufeldt (spelade för AIK, tränade AIK och Hammarby)
- Rolf Zetterlund (spelade för AIK, tränade AIK och Hammarby)

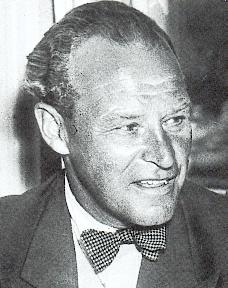
Per Kaufeldt är AIK:s meste målskytt genom tiderna med sina 122 fullträffar för klubben. Efter den aktiva karriären tränade han både AIK (11 säsonger) och Hammarby (4 säsonger).

### Tränat båda klubbarna
| Manager      | AIK karriär         | AIK karriär | AIK karriär | AIK karriär | AIK karriär | AIK karriär | Hammarby IF karriär | Hammarby IF karriär | Hammarby IF karriär | Hammarby IF karriär | Hammarby IF karriär | Hammarby IF karriär |
| Manager      | Tid                 | M           | V           | L           | F           | Vinst%      | Tid                 | M                   | V                   | L                   | F                   | Vinst%              |
| ------------ | ------------------- | ----------- | ----------- | ----------- | ----------- | ----------- | ------------------- | ------------------- | ------------------- | ------------------- | ------------------- | ------------------- |
| Hans Backe   | 1994–1995           | 52          | 18          | 17          | 17          | 34,6        | 1987–1988           | 44                  | 11                  | 13                  | 20                  | 25,0                |
| Per Kaufeldt | 1934–1940 1951–1956 |             |             |             |             | —           | 1940–1944           |                     |                     |                     |                     | —                   |